# Lijst van rijksmonumenten in Schin op Geul
De plaats Schin op Geul telt 19 inschrijvingen in het rijksmonumentenregister. Hieronder een overzicht.
| Object | Oorspronkelijke functie? | Bouwjaar                    | Architect              | Locatie                 | Coördinaten?                  | Nr.?   | Afbeelding                                                    |
| --- | ------------------------ | --------------------------- | ---------------------- | ----------------------- | ----------------------------- | ------ | ------------------------------------------------------------- |
| Wegkruis, corpus | Kapel                    | eerste kwart 17e eeuw       |                        | Kampstraat bij 4        | 50° 51' 6" NB, 5° 52' 54" OL  | 36818  | Meer afbeeldingen                                             |
| Hoeve met binnenplaats, ten dele van mergel, met topgevel aan de straat | Boerderij                | 1843                        |                        | Graafstraat 1           | 50° 51' 18" NB, 5° 52' 14" OL | 36819  | Meer afbeeldingen                                             |
| Hoeve met binnenplaats, van mergel en vakwerk. Opzij een topgevel van mergel. Inwendig houten alkoofbetimmering                                                                                      | Boerderij                | 17e-19e eeuw                |                        | Graafstraat 3           | 50° 51' 18" NB, 5° 52' 13" OL | 36820  | Meer afbeeldingen                                             |
| Vakwerkhuis; een gevel geheel in baksteen vernieuwd | Woonhuis                 | 18e eeuw                    |                        | Graafstraat 9           | 50° 51' 18" NB, 5° 52' 12" OL | 36821  | Meer afbeeldingen                                             |
| Hoeve Hoogbeek; grote herenhoeve met binnenplaats van baksteen met speklagen; de achtervleugel met twee in- en uitgezwenkte topgevels met voluten. Aan de straat een poort tussen ionische pilasters | Boerderij                | 1733 (ankers en gevelsteen) |                        | Hoogbeek 13             | 50° 51' 14" NB, 5° 52' 28" OL | 36822  | Meer afbeeldingen                                             |
| Bakstenen huis met segmentboogvensters in Naamse steen | Woonhuis                 | 18e eeuw                    |                        | Kerkplein 13            | 50° 51' 18" NB, 5° 52' 15" OL | 36823  | Meer afbeeldingen                                             |
| Hoeve Nieuw Hoogbeek; hoeve van mergel met binnenplaats | Boerderij                | 1830                        |                        | Hoogbeek 17             | 50° 51' 14" NB, 5° 52' 25" OL | 36824  | Meer afbeeldingen                                             |
| R.K. kerk "Mauritius" | Kerk en kerkonderdeel    | 11e eeuw                    | J. van Groenendael     | Hoogbeek 25             | 50° 51' 18" NB, 5° 52' 17" OL | 36825  | R.K. kerk "Mauritius"                                         |
| Pastorie; bakstenen huis met verdieping en zadeldak; segmentboogingang en vensters in Naamse steen                                                                                                   | Kerkelijke dienstwoning  | 18e eeuw                    |                        | Kerkewegje 2            | 50° 51' 20" NB, 5° 52' 17" OL | 36826  | Meer afbeeldingen                                             |
| Hoeve van mergel en vakwerk | Boerderij                | 17e/19e eeuw                |                        | Kerkewegje 1            | 50° 51' 19" NB, 5° 52' 16" OL | 36827  | Meer afbeeldingen                                             |
| Struchterhof. Hoeve van mergel met verdieping en zadeldak | Boerderij                | eerste helft 19e eeuw       |                        | Strucht 2               | 50° 51' 5" NB, 5° 52' 8" OL   | 36843  | Meer afbeeldingen                                             |
| Vakwerkhuisje met zadeldak | Woonhuis                 | 18e eeuw                    |                        | Keutenberg 3            | 50° 50' 36" NB, 5° 52' 24" OL | 39755  | Meer afbeeldingen                                             |
| Hoeve, Schoonbron | Boerderij                | 1718                        |                        | Hoogbeek 3              | 50° 51' 10" NB, 5° 52' 33" OL | 39757  | Meer afbeeldingen                                             |
| Vakwerkschuur | Boerderij                | 18e eeuw                    |                        | Keutenberg 7            | 50° 50' 35" NB, 5° 52' 23" OL | 39759  | Meer afbeeldingen                                             |
| Limburgse hoeve rond vijfzijdige binnenplaats | Boerderij                | 18e/19e eeuw                |                        | Graafstraat 16          | 50° 51' 22" NB, 5° 52' 4" OL  | 46969  | Meer afbeeldingen                                             |
| Vakwerkhuis op rechthoekige plattegrond van drie vakken breed | Woonhuis                 | 1690                        |                        | Eikenderweg 8           | 50° 51' 7" NB, 5° 52' 32" OL  | 46970  | Vakwerkhuis op rechthoekige plattegrond van drie vakken breed |
| Station Schin op Geul | Transport                | 1913                        | G.W. van Heukelom      | Baanweg 1               | 50° 51' 22" NB, 5° 52' 18" OL | 507274 | Meer afbeeldingen                                             |
| Betonviaduct bij de Baanweg | Brug                     | ca. 1914                    | ir. Ch. H. J. Driessen | Vinkenbergstraat bij 24 | 50° 51' 24" NB, 5° 52' 28" OL | 507275 | Meer afbeeldingen                                             |
| Keermuur met bakstenen trap en vier hekpijlers alsook het hekwerk met -pijlers nabij de R.K. kerk gewijd aan de Heilige Mauritius                                                                    | Kerk en kerkonderdeel    | 1875-1900                   |                        | Tolhuisstraat bij 2     | 50° 51' 18" NB, 5° 52' 16" OL | 527645 | Meer afbeeldingen                                             |